# Open de Rotterdam de snooker 2013
L'Open de Rotterdam 2013 est un tournoi de snooker classé mineur, qui s'est déroulé du 18 au 21 juillet 2013 au Topsport Centrum de Rotterdam aux Pays-Bas. Le snooker professionnel fait son retour dans ce pays après plus de vingt années d'absence.

## Déroulement
Il s'agit de la troisième épreuve du championnat européen des joueurs, une série de tournois disputés en Europe (8 épreuves) et en Asie (4 épreuves), lors desquels les joueurs doivent accumuler des points afin de se qualifier pour la grande finale à Preston.
L'événement compte un total de 198 participants, dont 128 ont atteint le tableau final. Le vainqueur remporte une prime de 25 000 €.
Le tournoi est remporté par Mark Williams contre Mark Selby en finale par 4 manches à 3. Le dénouement du tournoi était très incertain puisque les deux demi-finales se sont également conclues sur des manches décisives. Williams a indiqué que sa stratégie consistait à jouer aussi vite que possible et à privilégier l'attaque. Lors de la remise des prix, Selby a fait honneur à son surnom de Jester of Leicester : il a reçu une enveloppe symbolique représentant ses gains mais se rendant compte qu'elle était évidemment vide, il est allé chercher son chèque jusque dans la poche du costume de l'organisateur, provoquant l'hilarité générale. L'anglais perd cependant sa seconde finale consécutive après l'Open de Yixing le mois précédent.

## Dotation
La répartition des prix est la suivante :
- Vainqueur : 25 000 €
- Finaliste : 12 000 €
- Demi-finaliste : 6 000 €
- Quart de finaliste : 4 000 €
- 8èmes de finale : 2 300 €
- 16èmes de finale : 1 200 €
- Deuxième tour : 700 €
- Dotation totale : 125 000 €

## Phases finales
|  | Quarts de finale au meilleur des 7 manches | Quarts de finale au meilleur des 7 manches | Quarts de finale au meilleur des 7 manches |               |               | Demi-finales au meilleur des 7 manches | Demi-finales au meilleur des 7 manches | Demi-finales au meilleur des 7 manches |  |  | Finale au meilleur des 7 manches | Finale au meilleur des 7 manches | Finale au meilleur des 7 manches |
|  |                                            |                                            |                                            |               |               |                                        |                                        |                                        |  |  |                                  |                                  |                                  |
|  |                                            | Stephen Maguire                            | 1                                          |               |               |                                        |                                        |                                        |  |  |                                  |                                  |                                  |
|  |                                            | David Gilbert                              | 4                                          |               |               |                                        |                                        |                                        |  |  |                                  |                                  |                                  |
|  |                                            | David Gilbert                              | 4                                          |               | David Gilbert | 3                                      |                                        |                                        |  |  |                                  |                                  |                                  |
|  |                                            |                                            |                                            |               | David Gilbert | 3                                      |                                        |                                        |  |  |                                  |                                  |                                  |
|  |                                            |                                            | Mark Selby                                 | 4             |               |                                        |                                        |                                        |  |  |                                  |                                  |                                  |
|  |                                            | Martin Gould                               | Mark Selby                                 | 4             | 3             |                                        |                                        |                                        |  |  |                                  |                                  |                                  |
|  |                                            | Martin Gould                               |                                            |               | 3             |                                        |                                        |                                        |  |  |                                  |                                  |                                  |
|  |                                            | Mark Selby                                 | 4                                          |               |               |                                        |                                        |                                        |  |  |                                  |                                  |                                  |
|  |                                            |                                            |                                            |               |               |                                        |                                        |                                        |  |  |                                  | Mark Selby                       | 3                                |
|  |                                            |                                            |                                            | Mark Williams | 4             |                                        |                                        |                                        |  |  |                                  |                                  |                                  |
|  |                                            | Stuart Bingham                             | 2                                          |               |               |                                        |                                        |                                        |  |  |                                  |                                  |                                  |
|  |                                            | Mark Williams                              | 4                                          |               |               |                                        |                                        |                                        |  |  |                                  |                                  |                                  |
|  |                                            | Mark Williams                              | 4                                          |               | Mark Williams | 4                                      |                                        |                                        |  |  |                                  |                                  |                                  |
|  |                                            |                                            |                                            |               | Mark Williams | 4                                      |                                        |                                        |  |  |                                  |                                  |                                  |
|  |                                            |                                            | Gary Wilson                                | 3             |               |                                        |                                        |                                        |  |  |                                  |                                  |                                  |
|  |                                            | Gary Wilson                                | Gary Wilson                                | 3             | 4             |                                        |                                        |                                        |  |  |                                  |                                  |                                  |
|  |                                            | Gary Wilson                                |                                            |               | 4             |                                        |                                        |                                        |  |  |                                  |                                  |                                  |
|  |                                            | Mark Davis                                 | 3                                          |               |               |                                        |                                        |                                        |  |  |                                  |                                  |                                  |

## Finale
| Finale au meilleur des 7 manches Arbitre : Jan Verhaas |                          |                              |
| Mark Selby Angleterre                                  | 3 - 4 ( - )              | Mark Williams Pays de Galles |
| 1 136                                                  | Centuries Meilleur break | 0 67                         |
| Mark Williams remporte l'Open de Rotterdam 2013        |                          |                              |